# Os Burgueses de Calais

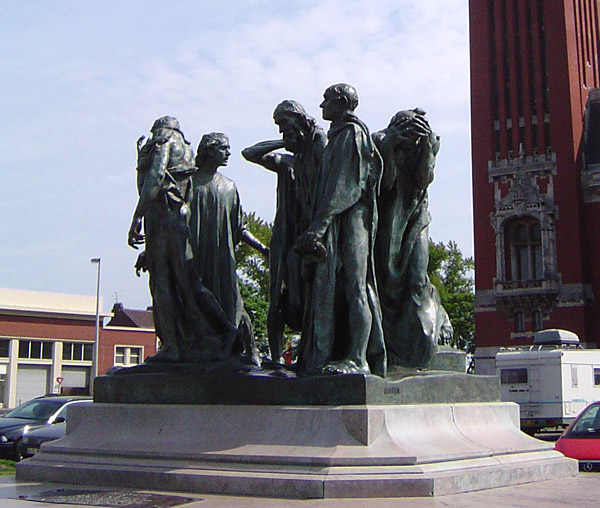
Os Burgueses de Calais

Os Burgueses de Calais é uma das mais famosas esculturas de Auguste Rodin, concluída em 1889. Ela serve como um monumento a uma ocorrência em 1347 durante a Guerra dos Cem Anos, quando Calais, um importante porto francês no Canal da Mancha, ficou sob cerco dos ingleses por mais de um ano. Rodin em 1885 foi contratado para criar um memorial para aqueles homens da cidade. Depois de quase quatro anos de trabalho em esboços, a escultura ficou pronta em 1888 para ser finalmente concluída e inaugurada em 1895.
Atualmente, existem vários exemplares desta famosa escultura no mundo.